# Lamancha House
Lamancha House ist ein Herrenhaus nahe der schottischen Ortschaft Lamancha in der Council Area Scottish Borders. 1971 wurde das Bauwerk in die schottischen Denkmallisten in der Denkmalkategorie B aufgenommen. Des Weiteren sind verschiedene Außengebäude separat als Denkmäler geschützt.

## Geschichte
Das heutige Herrenhaus ist ein Produkt mehrerer Bauphasen. Keimzelle bildete eine Villa aus dem Jahre 1663. Der heutige Gewölbekeller bildet das älteste Fragment von Lamancha und stammt von dem ursprünglichen Gebäude. Noch vor 1832 wurde das Herrenhaus erweitert und in diesem Jahr abermals ergänzt. 1927 wurde es umgestaltet und verkleinert, wodurch es sein heutiges Aussehen erhielt. Ausführender Architekt war J. Drummond Beaton.

## Sonnenuhr

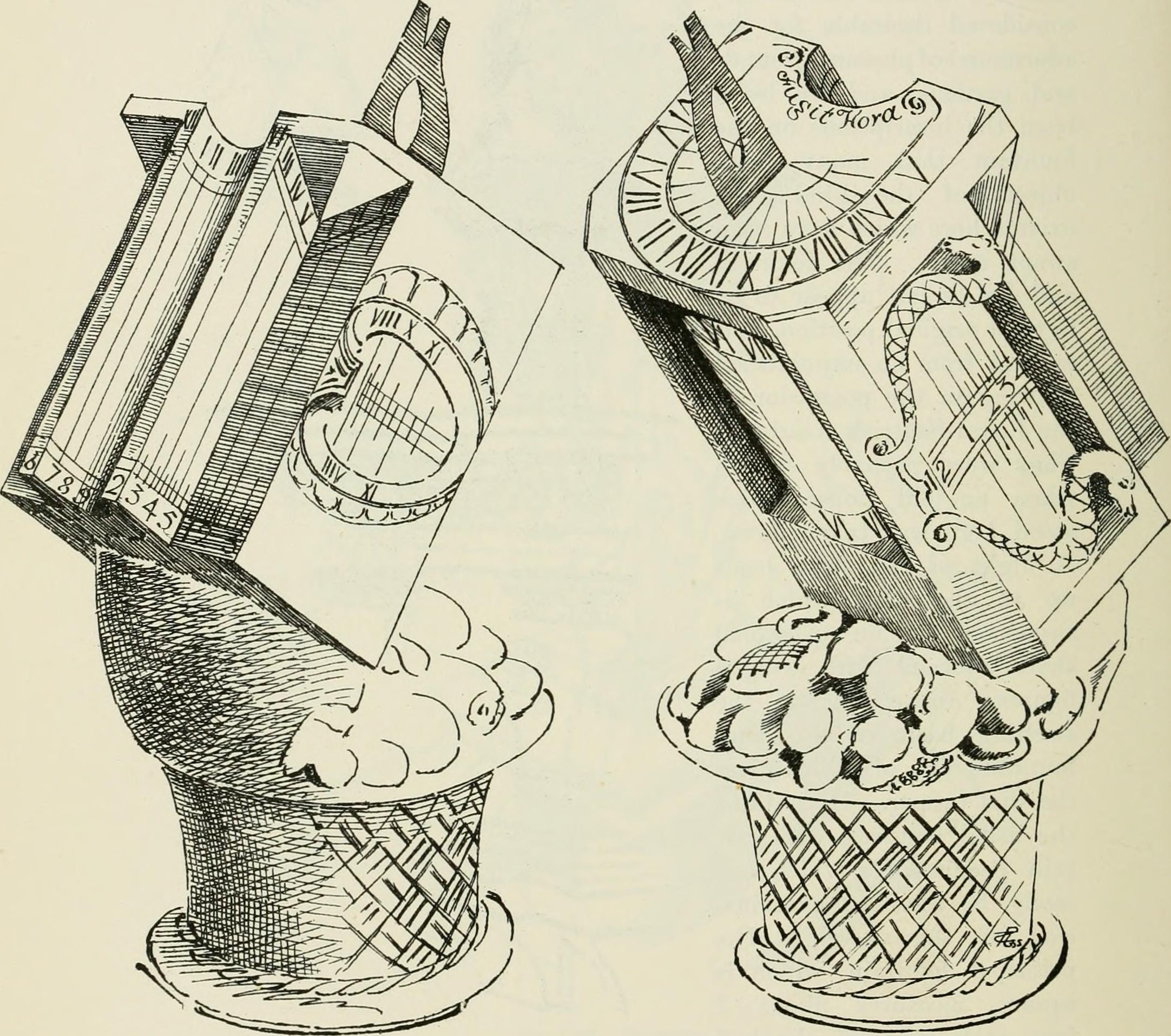
Sonnenuhr von Lamancha

Im Einfahrtsbereich vor dem Haupteingang ist eine Sonnenuhr aufgestellt, die als Denkmal der höchsten Kategorie A klassifiziert ist. Sie stammt aus dem späten 17. Jahrhundert. Die Sonnenuhr besteht aus einem reich ornamentierten Pult, das auf einem Früchtekorb ruht. Der Sockel, auf dem der Früchtekorb ruht, ist späteren Datums.